# Perespa, Sokal
Perespa (în ucraineană Переспа) este localitatea de reședință a comunei Perespa din raionul Sokal, regiunea Liov, Ucraina. Satul este situat în nordul regiunii istorice Galiția.

## Demografie
Componența lingvistică a localității Perespa
     Ucraineană (99,6%)
     Alte limbi (0,13%)
Conform recensământului din 2001, majoritatea populației localității Perespa era vorbitoare de ucraineană (99,6%), existând în minoritate și vorbitori de alte limbi.